# Sebastião Salgado

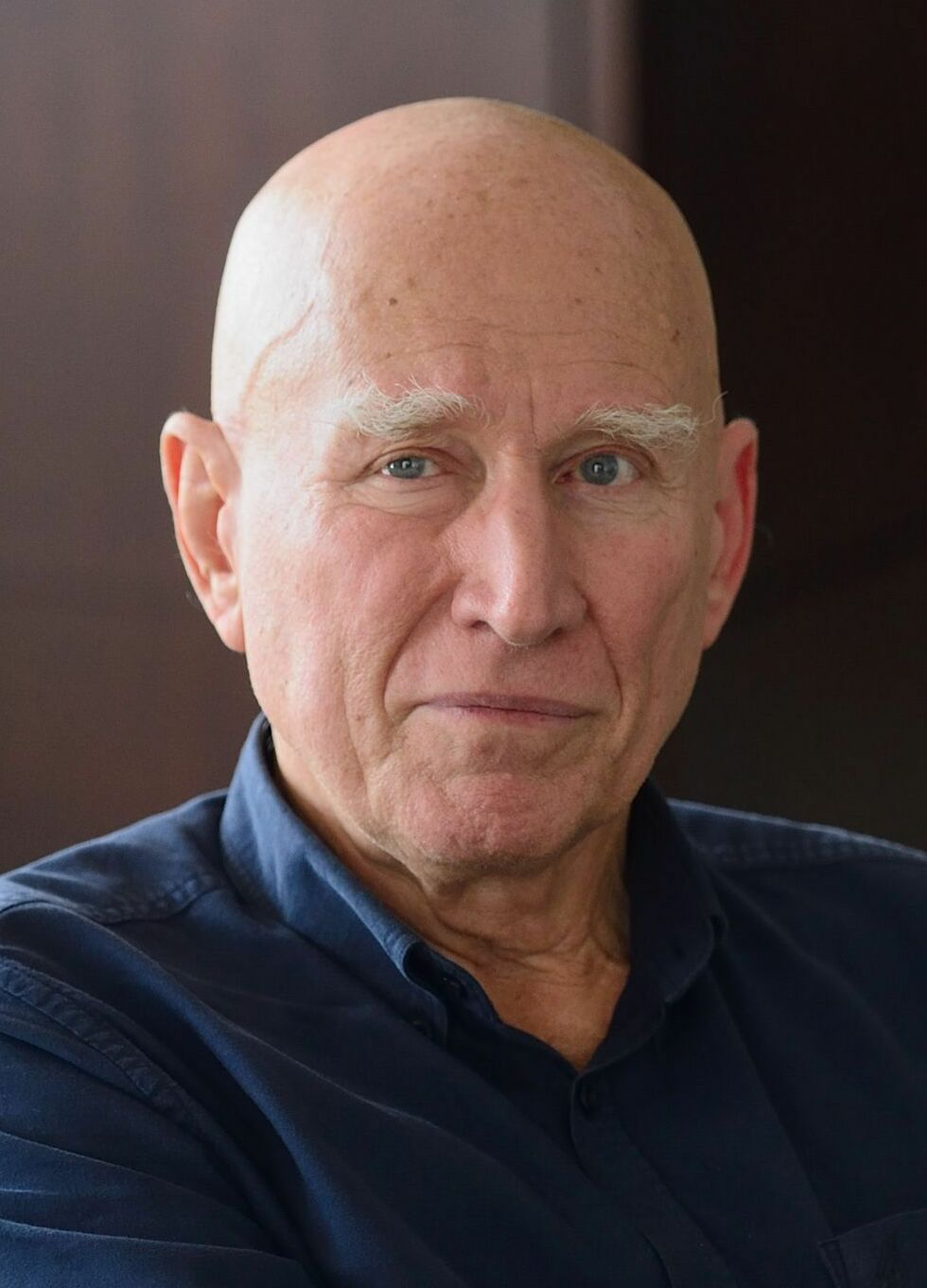
Sebastião Salgado in 2016

Sebastião Ribeiro Salgado (Aimorés, 8 februari 1944 – Parijs, 23 mei 2025) was een Braziliaans fotograaf, die vanaf 1973 in Parijs woonde. Hoewel hij was afgestudeerd als econoom, kreeg hij vooral bekendheid door zijn documentaire fotografie, waarvoor hij jarenlang de wereld afreisde. Zijn foto's tonen welk effect het op mensen heeft wanneer hun leven bepaald wordt door armoede, hongersnood, industrialisatie en politieke onderdrukking. Hij bracht meerdere fotoboeken over deze sociale problematiek uit en ontving daarvoor ook diverse prijzen. Hij reisde voor zijn werk naar meer dan honderd landen.

## Leven
Salgado werd geboren op het platteland van Brazilië en bracht zijn jeugd door op een groot stuk land, midden in het tropisch regenwoud, met om zich heen tientallen soorten vogels en andere dieren. Als kind speelde hij in de natuur en zwom in de rivieren. Op het landgoed woonde zijn familie samen met 35 andere gezinnen. Toen hij 15 was, vertrok hij naar een grotere stad in de buurt, Vitória, om daar naar de middelbare school te gaan. In deze jaren ontmoette hij de vrouw die tot zijn laatste levensdag zijn metgezel zou blijven, Lélia Wanick.
Na de staatsgreep in Brazilië in 1964 sloten zij zich beiden aan bij een linkse organisatie die zich verzette tegen de dictatuur. Salgado behaalde een master in de economie aan de Universiteit van São Paulo en ging in deze stad als econoom aan het werk op het ministerie van Financiën. Maar gedwongen door de politieke situatie stonden ze uiteindelijk voor de keus de wapens op te nemen of het land te verlaten.
In 1969 vertrok Salgado met zijn echtgenote naar Parijs en behaalde aan de Universiteit van Parijs zijn doctoraat in de economie. In 1971 trokken ze naar London, waar Salgado voor de International Coffee Organization aan het werk ging en voor de Wereldbank diverse reizen naar Afrika maakte. Uiteindelijk vestigde hij zich met zijn vrouw in 1973 in Parijs.
Salgado was 27 jaar oud toen hij voor het eerst door de zoeker van een fototoestel keek en een foto nam. Lélia studeerde architectuur aan de École nationale supérieure des beaux-arts in Parijs en hij moest een camera kopen om voor haar foto's van gebouwen te maken. Het was liefde op het eerste gezicht: de fotografie werd zijn lust en zijn leven. In zijn eigen woorden: "Men vraagt mij vaak: bent u fotojournalist, een antropologisch of een activistisch fotograaf? Het antwoord is dat de fotografie en ik één zijn."
Zijn carrière als econoom ruilde Salgado in 1973 in voor een freelancebestaan als fotograaf. Hij begon bij fotobureau Sygma in Parijs, werkte daarna, van 1975 tot 1979, voor Gamma en sloot zich uiteindelijk aan bij het beroemde fotocollectief Magnum, dat in 1947 door onder anderen Henri Cartier-Bresson was opgericht. In 1994, het jaar waarin hij Magnum verliet, richtte Salgado zijn eigen bureau op, Amazonas images, dat geheel gericht is op het uitbrengen van zijn eigen werk.
Sebastião Salgado overleed op 23 mei 2025 op 81-jarige leeftijd.

## Fotografie
De jaren die hij als econoom werkte, vormden de basis voor zijn werk als fotograaf. Salgado was in staat de maatschappij te doorgronden en aan te voelen wat hij het beste kon fotograferen. Voordat hij naar een land ging, verdiepte hij zich in de economie, de sociale beweging en de conflicten.
In zijn boek Workers probeerde hij de arbeidsveranderingen vast te leggen. Als marxist noemt hij "de arbeidersklasse de grondslag van de industriële en agrarische productie". Salgado reisde in de tweede helft van de jaren tachtig gedurende zes jaar naar 23 landen om mijnwerkers, theeplukkers en andere handarbeiders te fotograferen. Hij laat zien hoe het werk steeds gemechaniseerder werd en arbeiders uitsluitend getraind werden om op bepaalde machines te werken. Daarnaast verplaatsten de multinationale ondernemingen de eenvoudige arbeid naar lagelonenlanden als China en India.
Geradicaliseerd in de jaren zestig en afkomstig uit een ontwikkelingsland zag hij de sociale problemen en het onrecht voor zijn ogen. De regio waarin hij opgroeide, produceerde goud en de mijnwerkers probeerden twaalf uur per dag de kost te verdienen. Ze droegen geen schoenen, hun kinderen kregen geen onderwijs.
Een beroemde foto van Salgado toont duizenden mijnwerkers in een open schacht van een goudmijn in Serra Pelada, in de deelstaat Pará. Ze rennen de heuvel op en af, als een 'grimmige' wedstrijd om zoveel mogelijk goudstof te delven. Hoewel het een scène uit de hel lijkt te zijn, slaagt Salgado erin, zo schrijven de kunstkenners vaak over zijn foto’s, om de menselijke waardigheid van de afgebeelden te behouden.
Een en ander is diametraal verschillend van de plekken waar deze grondstoffen verhandeld worden, zoals de beurzen van Chicago en Londen, waar goud wordt verdiend. De mijnwerkers, zei Salgado, betalen met hun gezondheid en hij wilde laten zien dat zij, net zoals iedereen, werken, liefhebben en leven. Hij noemde Workers een hommage aan de werkende klasse.

## Sahel, mensen in nood
Salgado werd wereldberoemd door zijn serie fotodocumentaires, zoals Sahel: L'homme en détresse ('Sahel: Mensen in nood') uit 1986. Het is een verslag in foto's van de reis die hij maakte door verschillende landen waar hongersnood heerste, zoals Mali, Sudan en Ethiopië. Het boek wordt beschreven als "een van de meest aangrijpende en hartverscheurende fotoboeken die over dit thema zijn verschenen." De opbrengst van dit boek kwam ten goede aan Artsen zonder Grenzen.
Salgado portretteerde mensen die in zeer slechte omstandigheden moesten leven. Omdat zijn werkwijze erop gericht was zijn beelden in series te laten en niet als afzonderlijk object, geeft hij de kijker de mogelijkheid om het grote geheel te zien. Zijn foto's proberen de waardigheid en de integriteit van de mens vast te leggen en zijn er niet op uit om medelijden op te wekken, zoals veel andere fotografie over de derde wereld.

## Werkwijze
Hij werkte bij voorkeur met Leica's, een kleine camera met zoeker, drie verschillende lenzen en grote hoeveelheden film in blikken. Daarmee kon hij maandenlang op pad zijn. In 2008 voelde hij zich gedwongen om op digitale camera's over te gaan, omdat, na de aanslagen op 11 september 2001, de veiligheidsmaatregelen op vliegvelden zo streng waren dat veel fotomateriaal erdoor beschadigd raakte. Zijn bezwaar tegen digitaal was dat het voor hem een te plat beeld opleverde. Daarom voegde hij er, eigenhandig, korrel aan toe.
Eén foto maken, zei hij, duurt 1/250ste van een seconde. Binnen één seconde had hij een tentoonstelling van 250 beelden, maar het gaf hem ook maar één seconde om zijn verhaal te vertellen.

## Migrations
Voor Migrations reisde hij door 35 landen om mensen te fotograferen die hun land verlieten: Mexicanen gesmokkeld naar de Verenigde Staten, Joden die uit de toenmalige Sovjet-Unie vertrokken en Afrikanen die hun leven wagen om Europa te bereiken.
De dramatische gebeurtenissen die hij had vastgelegd – met name de wreedheid en het geweld in Rwanda, waar hij duizenden doden per dag zag – lieten letterlijk hun sporen na in het lichaam van Salgado. Hij werd aangevallen door zijn eigen stafylokokken. Hij was zo ziek dat zijn artsen hem vertelden dat hij, als hij niet zou stoppen met dit soort reportages, hij het niet zou overleven.

## Genesis
Met het fotoboek Genesis, dat in 2013 uitkwam, was Salgado acht jaar bezig. Na twee jaar voorbereiding reisde hij in acht jaar langs 32 bestemmingen overal ter wereld om de schoonheid van de nog ongerepte aarde vast te leggen. Hij toont de biodiversiteit die nog wel degelijk te vinden is en het belang om deze natuur te behouden.
In Genesis trekt hij maandenlang op met inheemse stammen, zwemt hij mee met walvissen en vaart hij langs ijsbergen, duizenden kilometers van de bewoonde wereld verwijderd. Maar in werkelijkheid, zei Salgado, was hij zelden alleen. Hij had meestal een assistent bij zich en paar lokale bewoners. Regelmatig werd hij zelfs door twintig mensen begeleid.
Naast de bewondering die Salgado ten deel valt, zetten sommigen vraagtekens bij de motivering van zijn werk. Zoals bij Genesis wordt de schoonheid van onherbergzame streken, duikende walvissen en naakte Amazone-indianen onderkend, maar waarom reist hij daarvoor acht jaar de wereld rond, zo vraagt de NRC zich af. Gezien de wijze van kadrering en de vorm van het door hem gekozen onderwerp. Zijn voorkeur voor uitsluitend werken met zwart-wit. Is zijn drijfveer niet vooral de esthetiek?
Nadat zijn ouders overleden waren, erfde Salgado hun boerderij. De streek van Brazilië uit zijn jeugd was in de loop van de jaren totaal verdord. In 1999 richtte hij, samen met zijn vrouw, het Instituto Terra ('De Stichting van de Aarde') op. Zij veranderde het landgoed in een natuurpark door meer dan 2 miljoen jonge bomen aan te planten.

## Werken

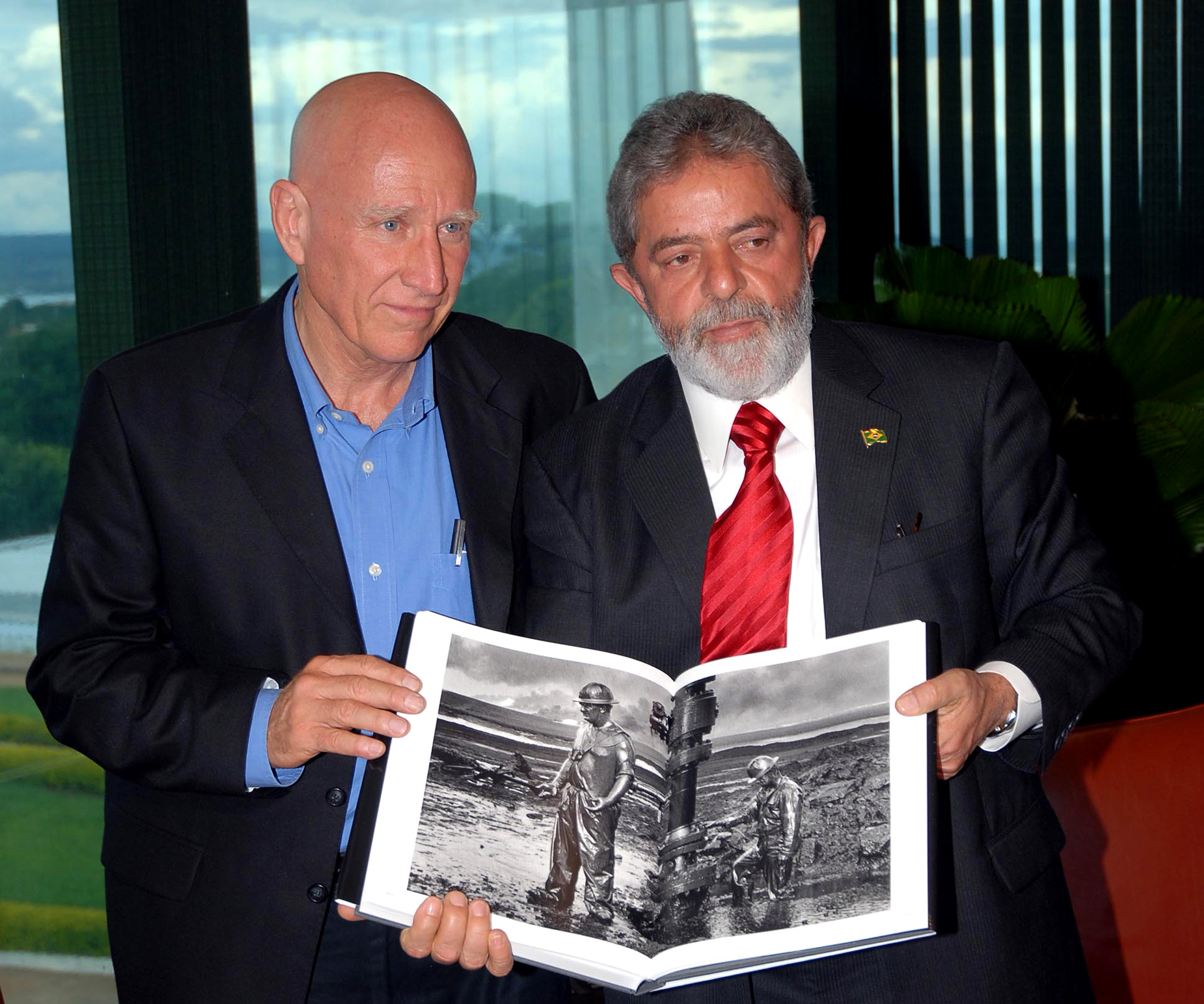
Sebastião Salgado (links) geeft zijn nieuwe boek aan de Braziliaanse president Lula da Silva. 31 oktober 2006.

### Voornaamste fotografische essays
- Latin American Peasants (1977-1984)
- Famine in the Sahel (1984-1985)
- Workers (1986-1992)
- Migrations (1993-1999)
- The Children (1994-1998)
- Africa (2007)
- Genesis (2013)

### Boeken
- Sahel: L'Homme en Détresse, Prisma Presse et Centre National de la Photographie (for Médecins Sans Frontières). France, 1986.
- Other Americas, Pantheon Books, USA, 1986. - Autres Amériques, Editions Contrejour, France, 1986.
- An Uncertain Grace, Aperture, USA, 1990 - Thames and Hudson, England, 1990 - Une Certaine Grâce, Nathan, France, 1990.
- The Best Photos / As Melhores Fotos, Sebastião Salgado, Boccato Editores, Brazil 1992.
- Photopoche, Sebastião Salgado, nº55 Ed. Centre National de la Photographie, France, 1993.
- Workers, Aperture, USA, 1993 - Phaidon, England. 1993 - La Main de l'Homme, Editions de La Martinière, France.
- Terra, Editions de La Martinière, France, 1997 - Phaidon, England, 1997.
- Um Fotógrafo em Abril, Ed. Caminho, Portugal, 1999.
- Serra Pelada, Photo Poche Societé, Editions Nathan, France, 1999.
- Exodus, Editions de La Martinière, France 2000. - Migrations, Aperture, USA, 2000.
- Les Enfants de l'Exode, Editions de La Martinière, France 2000. - Retratos de Criancas do Exodo, Ed. Caminho, Portugal, 2000. - The Children, Aperture, USA, 2000.
- Malpensa, La città del volo, SEA Aeroporti di Milano, Italy, 2000.

## Prijzen en onderscheidingen
- Eugene Smith Award for Humanitarian Photography, VSA, 1982.
- Award for continuing the project on the Latin American peasants, Ministry of Culture, Frankrijk, 1982.
- Prix de la Ville de Paris et Kodak, for a first photographic book, Other Americas, Frankrijk, 1984.
- World Press Photo Award, Nederland, 1985.
- Oskar Barnack Prize for humanitarian story, West-Duitsland, 1985.
- Premio de la Foto Ibero Americana, Spanje, 1986.
- Photojournalist of the Year Award, The International Center of Photography, VSA, 1986.
- Prix du Livre, for Sahel, l'Homme en Détresse, Arles International Festival, Frankrijk, 1986.
- Two awards, Grand Prix and Prix du Public, for the show "Other Americas" from the "Month of Photography," Paris Audio Visuel, Frankrijk, 1986.
- Photographer of the Year Award, American Society of Magazine Photographers, VSA, 1987.
- Photographer of the Year Award, Maine Photography Workshop, VSA, 1987.
- Olivier Rebbot Award, from Overseas Press Club, VSA, 1987.
- Journlistenpreis Entwicklungspolitik, Regering van West-Duitsland, 1987.
- Prix Villa Médicis, Ministry of Foreign Affairs, Frankrijk, 1987.
- Erich Salomon Prize, West-Duitsland, 1988.
- Premio de Fotografía Rey de Esapaña, Spanje, 1988.
- Photojournalist of the Year Award, International Center of Photography, VSA, 1988.
- The Gold Award, Art Directors Club, VSA, 1988.
- Erna and Victor Hasselblad Award for life achievement, Zweden, 1989.
- The Artist of Merit Josef Sudek Medal, Tsjecho-Slowakije, 1989.
- The Maine Photographic Workshop Award for the best photography book, An Uncertain Grace, VSA, 1990.
- Visa d'Or Award, International Festival of Photojournalism of Perpignan, Frankrijk, 1990.
- The Commonwealth Award, for mass communication, VSA, 1991.
- Le Grand Prix de la Ville de Paris, Frankrijk, 1991.
- The Gold Award, Art Directors Club, VSA, 1991.
- Elected Foreign Honorary Member of the "American Academy of Arts and Sciences," Massachusetts, VSA, 1992.
- Oskar Barnack Prize, Duitsland, 1992.
- Art Directors Club Award, Duitsland, 1992.
- Prize for the Best Photography Book of the Year, for "Workers," Arles International Festival, Frankrijk, 1993.
- Trophée Match d'Or, for life achievement, Frankrijk, 1993.
- The "World Hunger Year's Harry Chapin Media Award", for photojournalism for the book Workers, VSA, 1993.
- Publication award for the book Workers, the International Center of Photography, VSA, 1994.
- "Centenary Medal" and "Honorary Fellowship," The Royal Photographic Society of Great Britain, Verenigd Koninkrijk, 1994.
- "Professional Photographer of the Year, " PMDA Photographic Manufacturers and Distributors Association, VSA, 1994.
- Grand Prix National, Ministry of Culture and French-Speaking Countries, Frankrijk, 1994.
- Award of Excellence and Silver Award, Society of Newspaper Design, VSA, 1994.
- Silver Medal, Art Directors Club, VSA, 1995.
- Silver Medal, Art Directors Club, Duitsland, 1995.
- Citation for Excellence, Overseas Press Club of America, VSA, 1996.
- Auszeichnung, Art Directors Club, Duitsland, 1996.
- Prêmio Nacional de Fotografia, Ministry of Culture, Funarte, Brazilië, 1997.
- Prêmio A Luta pela Terra, Personalidade da reforma agrária, Movement of Landless Peasants, Brazilië, 1997.
- Silver medal, Art Directors Club, Duitsland, 1998.
- Alfred Eisenstaedt "Life Legend" Award, Life Magazine, VSA, 1998.
- Prêmio Jabuti, for the book "Terra", Brazilië, 1998.
- "Principe de Asturias", Award for Arts, Spanje, 1998.
- Alfred Eisenstaedt Award for Magazine Photography/The Way We Live. VSA, 1999.
- Prêmio Unesco, Culture category. Brazilië, 1999.
- Medal of "Presidenza della Repubblica Italiana," International Research Center, Pio Manzù, Italië, 2000
- "Doutor Honoris Causa," University of Evora, Evora, Portugal, 2001.
- Honorary Doctor of Fine Arts, New School University, New York, VSA, 2001.
- Honorary Doctor of Fine Arts, The Art Institute of Boston, Lesley University, Boston, VSA, 2001.
- Prêmio Muriqui 2000, Conselho Nacional da Reserva da Biosfera da Mata Atlantica, Brazilië, 2001.
- UNICEF Special Representative, 2001.
- "Ayuda en Acion" prize, Ayuda en Accion NGO, Madrid, Spanje, 2001.
- Vredesprijs van de Duitse Boekhandel, 2019